# ポーランド郡区 (アイオワ州ブエナビスタ郡)
ポーランド郡区は、アメリカ合衆国、アイオワ州、ブエナビスタ郡にある16の郡区の一つである。2000年の国勢調査で、人口は529人だった。

## 地理
ポーランド郡区は、95.3平方キロメートル（36.79平方マイル)で、Marathonが含まれる。アメリカ地質調査所によると、この郡区はGarton GraveyardとPolandの2つの霊園が含まれる。